# Communauté de communes de Pont-d’Ain, Priay, Varambon
Die  Communauté de communes Pont-d’Ain, Priay, Varambon  war ein französischer Gemeindeverband (Communauté de communes) im Département Ain in der Region Rhône-Alpes. Er wurde am 7. Dezember 1999 gegründet und am 1. Januar 2012 mit der benachbarten Communauté de communes Bugey-Vallée de l’Ain zur Communauté de communes des Rives de l’Ain - Pays du Cerdon verschmolzen.

## Mitglieder
1. Pont-d’Ain
2. Priay
3. Varambon